# 赤尾実
赤尾 実（あかお みのる）はゲーム音楽のサウンドプログラマー。株式会社RedSpark代表取締役。元スクウェア・エニックスサウンド室長、株式会社スクウェアサウンズ取締役。スクウェアの黎明期から同社作品においてほとんどのサウンドプログラムを一手に引き受けていた。

## 関連作品
- ファイナルファンタジーシリーズ（III、IV、V、VI、VII、VIII、IX、X、X-2、XI、USA、CC）
- ライブ・ア・ライブ
- クロノ・トリガー
- クロノ・クロス
- ラジカル・ドリーマーズ
- サガ フロンティア
- サガ フロンティア2
- パラサイト・イヴ
- パラサイト・イヴ2
- ベイグラントストーリー
- FRONT MISSION
- FRONT MISSION 2
- FRONT MISSION3
- チョコボの不思議なダンジョン
- 武蔵伝II ブレイドマスター
- コード・エイジ コマンダーズ
- かまいたちの夜2 監獄島のわらべ唄
- マッドワールド